# Mike Carter (wielrenner)
Michael "Mike" Carter (Denver, 3 maart 1963) is een voormalig Amerikaans wielrenner.

## Belangrijkste overwinningen
1989
- Eindklassement Cascade Cycling Classic

2001
- Martigny-Mauvoisin

## Resultaten in voornaamste wedstrijden
| Jaar | Ronde van Italië | Ronde van Frankrijk | Ronde van Spanje |
| ---- | ---------------- | ------------------- | ---------------- |
| 1984 | 118e             |                     |                  |
| 1985 |                  |                     | opgave           |
| 1989 | opgave           |                     |                  |
| 1991 |                  | buiten tijd         |                  |